# Eucharis decerodera
Eucharis decerodera is een vliesvleugelig insect uit de familie Eucharitidae. De wetenschappelijke naam is voor het eerst geldig gepubliceerd in 1853 door Spinola.